# Kevin Hérault
 (mai 2019).
Kevin Hérault, également connu sous le pseudonyme de Trantkat, est un dessinateur français de bande dessinée né le 9 mars 1974 à Mont-Saint-Aignan, en Seine-Maritime,.
Il est principalement connu comme créateur de la série HK, co-écrite avec Jean-David Morvan et publiée entre 1996 et 2012 par Glénat.

## Biographie
Kevin Hérault s’intéresse dès l’enfance aux bandes dessinées et aux dessins animés japonais (notamment Capitaine Flam, Albator, le corsaire de l'espace et Ulysse 31). A quinze ans, lors d'un passage dans une librairie spécialisée, il découvre les mangas Akira de Katsuhiro Ōtomo et Appleseed de Masamune Shirow. Quelques années plus tard, il arrête sa scolarité en terminale et décide de se consacrer à sa passion,.
Dessinateur autodidacte, il passe par le fanzinat puis travaille pour le magazine Tsunami des éditions Tonkam en 1994. En 1995, sous le pseudonyme de Trantkat il signe HK chez Glénat avec Jean-David Morvan au scénario. Trois albums de format manga de cent trente-six pages sortent en 1996, 1997 et 1998. En 1999, il change de registre en réalisant Tutti frutti, deux albums humoristiques de quarante-six pages chez Delcourt,.
En 2000, il revient sur la série HK mais cette fois dans un format franco-belge comme le souhaite Glénat. Il sort ainsi un album en 2001 puis dessine Agapè (érotique) aux Éditions Vents d'Ouest en 2002,.

## Publications
- HK, avec Jean-David Morvan (co-scénariste), Glénat, coll. « Akira » (format manga) :

1. Avalon, 1996  (ISBN 2723420124).
2. Paradiso, 1997  (ISBN 2723422364).
3. Balæna Nūn, 1998  (ISBN 2723425703).

- Tutti Frutti, Delcourt, coll. « Humour de rire » :

1. Rififi et louloutes, 1999  (ISBN 2840552671).
2. Bimbo bingo, 1999  (ISBN 2840553120).

- HK 2, avec Jean-David Morvan (co-scénario), Glénat, coll. « Grafica » :

1. Massilia, 2001  (ISBN 2723431452).

- Agapê, Vents d'Ouest, 2002  (ISBN 2869679475).
- HK, avec Jean-David Morvan et Thierry Masson (co-scénario), Glénat, coll. « Grafica]» :

1. Avalon, 2004  (ISBN 2723439453).
2. Élysée, 2005  (ISBN 2723439461).
3. Caldera, 2005  (ISBN 272343947X).
4. Paradiso, 2007  (ISBN 9782723439480).
5. Balæna Nūn, 2012  (ISBN 9782723439497).